# سيد رمضان (غيزانية)
سيد رمضان (بالفارسية: سیدرمضان) هي قرية تقع في إيران في قسم غيزانية الريفي. يقدر عدد سكانها بـ 127 نسمة بحسب إحصاء 2016.